# Hypolytrum nudum
Hypolytrum nudum är en halvgräsart som beskrevs av Charles Baron Clarke. Hypolytrum nudum ingår i släktet Hypolytrum och familjen halvgräs. Inga underarter finns listade i Catalogue of Life.